# Cooköarna i olympiska sommarspelen 2004
Cooköarna deltog i de olympiska sommarspelen 2004 med en trupp bestående av tre deltagare, två män och en kvinna, men ingen av landets deltagare erövrade någon medalj.

## Friidrott
Herrar
Bana, maraton och gång
| Idrottare     | Gren      | Heat     | Heat      | Kvartsfinal      | Kvartsfinal      | Semifinal        | Semifinal        | Final            | Final            |
| Idrottare     | Gren      | Resultat | Placering | Resultat         | Placering        | Resultat         | Placering        | Resultat         | Placering        |
| ------------- | --------- | -------- | --------- | ---------------- | ---------------- | ---------------- | ---------------- | ---------------- | ---------------- |
| Harmon Harmon | 100 meter | 11.22    | 8         | Gick inte vidare | Gick inte vidare | Gick inte vidare | Gick inte vidare | Gick inte vidare | Gick inte vidare |

Damer
Fältgrenar och sjukamp
| Idrottare       | Gren           | Kval     | Kval      | Final            | Final            |
| Idrottare       | Gren           | Resultat | Placering | Resultat         | Placering        |
| --------------- | -------------- | -------- | --------- | ---------------- | ---------------- |
| Tereapii Tapoki | Diskuskastning | 48.12    | 40        | Gick inte vidare | Gick inte vidare |